# Fierce (аромат A&F)

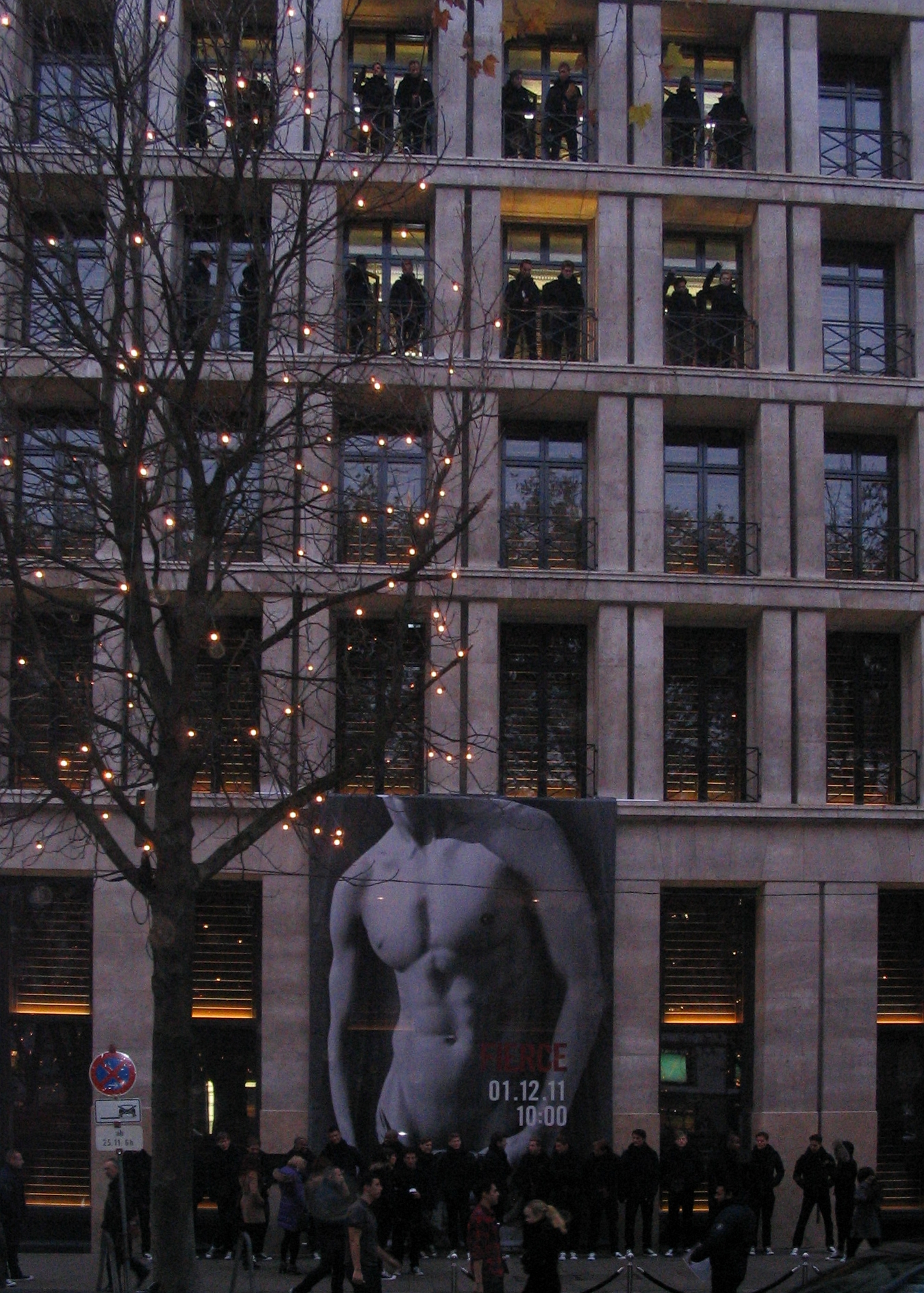
Рекламний постер аромату на фасаді магазину Abercrombie & Fitch в Дюссельдорфі.

Fierce (жирним червоним написом «FIERCE» (укр. Жорстокий) — чоловічі парфуми від американського бренду Abercrombie & Fitch. Одеколон вперше був випущений в 2002 році. Сьогодні Fierce найвпізнаваніший аромат від бренду Abercrombie & Fitch.
Abercrombie & Fitch з 2002 року продали парфумів Fierce на суму $200 мільйонів. A&F передбачали продажі аромату на $90 мільйонів за 2009 бюджетний рік.
Спочатку одеколон упаковувався в червону, а зараз в сіру коробку.

## Маркетинг
Маркетинговим зображенням аромату є накачаний чоловічий торс у сірих відтінках.
Оскільки, Fierce є головним ароматом бренду Abercrombie & Fitch, він розпилюється в магазинах і на одяг як спосіб маркетингу. A&F витратили понад 3 мільйони доларів для розпилювачів аромату у своїх провідних магазинах. Все частіше і другорядні магазини оснащуються таким устакуванням.
Модний сезон Різдва 2009 у Abercrombie & Fitch був у темі «FIERCE». У новому маркетинговому ході, сезонні фотографії, були з цитатами видатних історичних письменників (Артур Конан Дойла, Дон Маркіза, Генрі Уорд Бічера і Гілберт  Честертона), на кожному ароматі було жирним червоним шрифтом написано слово «FIERCE».
Аромат також рекламувався на білбордах швидкісних автодоріг.

## Судовий позов проти Бейонсе
27 вересня 2009 року Abercrombie & Fitch подали позов проти Бейонсе Ноулз, бо Бейонс випускала аромат і лінію одягу під назвою «Sasha Fierce». Abercrombie & Fitch прийняли рішення подати позов проти неї до суду Колумбуса, штат Огайо, щоб зупинити Ноулз і звинуватили її в порушенні торгової марки, недобросовісній конкуренції та оманливій практиці торгівлі, тому що A&F вже продавали чоловічий одеколон під назвою Fierce." Компанія також доводила потенційну «ймовірність плутанини» при відправці Бейонсе попередження «припинити і заборонити продовження протиправного використання термінів, але вона не відступила.»
Але в результаті, Coty, Inc., компанія, яку найняла Бейонсе для виробництва свої парфумів, заявила, що слова «Fierce» та «Sasha Fierce» не будуть використовуватися для ароматів Бейонсе.